# Амери, Джон
Джон А́мери (англ. John Amery; 14 марта 1912, Лондон — 19 декабря 1945, там же) — известный военный преступник, британский коллаборационист, создатель британских формирований СС во время Второй мировой войны.

## Биография

### Происхождение. Семья
Джон Амери родился в лондонском районе Челси. Сын крупного чиновника, министра по делам Индии в правительстве Уинстона Черчилля, Леопольда Амери. Бабушка по отцовской линии, Елизавета Иоганна Шафир, была сестрой известного востоковеда Готлиба Лейтнера.
Брат — Гарольд Джулиан Амери (1919—1996), член Тайного совета Великобритании и Палаты общин британского парламента.

### Ранние годы
В детстве был «трудным» ребёнком, среднее образование получил, занимаясь с частными педагогами. Учился в одной из известнейших и старейших британских частных школ для мальчиков Хэрроу, но после одного года обучения был отчислен. Несколько раз безуспешно пытался заниматься бизнесом.
В 21 год женился на Уне Уинг, бывшей проститутке. К 24 годам 74 раза привлекался к ответственности за нарушение правил дорожного движения. В 1936 году был признан банкротом и уехал в Париж, где познакомился с Жаком Дорио, вместе с которым затем совершил путешествие по Германии, Австрии, Чехословакии и Италии. В ходе этого путешествия он укрепился в своих антикоммунистических и национал-социалистических взглядах.
По распространённой версии, в октябре 1936 года прибыл в Испанию, где начал работать в разведке итальянских экспедиционных сил, а также занимался нелегальными поставками оружия для армии Франко во время Гражданской войны в Испании. В наши дни данная информация, ранее считавшаяся достоверной, ставится под сомнение.

### Вторая мировая война
После вторжения германских войск остался во Франции и 2 года (1940—1942) проживал в её неоккупированной части. При помощи офицеров вермахта в октябре 1942 года в качестве «гостя рейха» переехал в Берлин, где начал работать диктором на радио. Также он встретился с Адольфом Гитлером и выступил инициатором создания в СС добровольческих подразделений из британских военнопленных для отсылки на Восточный фронт. Изначально Амери сам занимался вербовкой в формирование, названное в апреле 1943 года «Легион Святого Георгия», однако уже в октябре того же года руководство СС сочло услуги Амери ненужными, и он сосредоточился на радиопропаганде.
Весной 1944 года Амери был отправлен в занятую вермахтом Северную Италию, где стал диктором в ведомстве пропаганды Республики Сало. В апреле 1945 года в Милане был захвачен итальянскими партизанами и выдан британскому командованию.

### Суд и казнь
В ходе подготовки судебного процесса Джон Амери был обвинён в государственной измене, в то время как его брат, используя подложные документы, пытался доказать, что он является гражданином Испании и неподсуден британской юстиции, а адвокат делал упор на якобы имевшее место душевное заболевание. В первый день заседания суда, 28 ноября 1945 года, все доводы защиты были признаны несостоятельными, Амери признан виновным и немедленно приговорён к смертной казни через повешение.
Смертный приговор был приведён в исполнение палачом Альбертом Пирпойнтом на территории тюрьмы Уандсворт. После казни Джон Амери был похоронен в безымянной могиле на территории тюрьмы Олд-Бейли.